# Франс Саммут
Франс Саммут (мальт. Frans Sammut; 19 листопада 1945, Зеббудж — 4 травня 2011) — мальтійський письменник.

## Життєпис
Франс Саммут народився 19 листопада 1945 року у мальтійському місті Зеббудж. Закінчив Зеббужську початкову школу, коледж святого Алоізія, педагогічний коледж святого Михайла, Мальтійський університет (ступінь бакалавра, диплом з теології, ступінь магістр а педагогіки) і університет Перуджі (диплом з вивчення італійської мови за кордоном).
Він був одружений з Катериною, народженою Кахією, з якою мав двох синів, Марка та Жана-П'єра. Останніми відомими словами Франса Саммута були: "Ми з дружиною повинні їхати до Єрусалиму, але, схоже, плани змінилися. Я зараз іду до Небесного Єрусалиму ".
Серракіно Інглотт відреагував таким чином на ці слова: «Я тоді зрозумів, що іноді сльози і сміх взаємозамінні».

## Кар'єра
Франс Саммут отримав визнання, коли ще був у підлітковому віці, створивши новелу «L-Istqarrija», яка зайняла перше місце на конкурсі, та дві інші новели, які посіли друге та четверте місця в іншому конкурсі. Наприкінці 1960-х він став співзасновником Літературно-відроджувального руху. Пізніше обіймав посаду секретаря Мальтійської мовної академії.
У 2010 році його обрали членом Міжнародного наполеонівського товариства. Саммут закінчив кар'єру в галузі освіти керівником школи, хоча з 1996 по 1998 рік був культурним консультантом прем'єр-міністра Мальти.
Франс Саммут опублікував колекцію мальтійських прислів'їв Вассаллі у грудні 2006 року.

## Творчість
Франс Саммут опублікував численні твори, в тому числі найпродаваніші романи «Клітка», який був екранізований у 1971 році режисером Маріо Філіпа Ацопарді, і «Самурай», який здобув премію Ротмана, «Пейсвіль», який завоював Урядову літературну медаль, і «Мальтійська мрія»), про яку писав літературознавець Норберт Еллул-Вінсенті, що «в мальтійській літературі немає нічого такого масштабу». Колишній прем'єр-міністр і драматург Альфред Сант вважав роман «шедевром Саммута», а британська авторка і поетеса Марджорі Бултон назвала це «колосальним твором».
Саммут також опублікував збірки оповідань «Лабіринт», «Пори року» та «Історії нашого часу».
У число його наукових творів входять: «Французька революція: історія і значення»; «Бонапарт на Мальті», переклад якого французькою мовою був опублікований у 2008 році; «Про» Код да Вінчі "" (2006), двомовний коментар про міжнародному бестселеру англійською та мальтійською мовами. Виконаний Саммут переклад роботи Вассалло «Мальтійські аксіоми, афоризми та прислів'я» був опублікований в 2006 році. У 2007 році переклад його «Мальтійської мрії» представив Мальту у збірці класичних літературних творів мовою есперанто, виданій нью-йоркським видавництвом. У 2008 році роман Саммут «Клітка» був опублікований в п'ятий раз. У 2009 році Саммут представив нову революційну інтерпретацію поеми П'єтро Кахарі, яка є найстарішим письмовим документом мальтійською мовою.

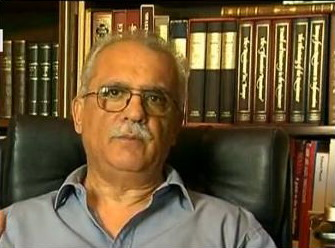
Франс Саммут, 2010

## Національна премія
У травні 2014 року Міністерство освіти Мальтії заснувало премію Саммута за мальтійську мову.

## Твори
- Labirint u Stejjer Oħra  «Лабіринт і інші оповідання» , 1968 р.
- Il-Gaġġa  «Клітка» (роман) 1971 р.
- Logħba Bejn Erbgħa  «Гра Чотирьох» (повість), 1972 р.
- Samuraj  «Самурай» 3 видання (роман), 1975 р.
- Fedra  «Федра» (фр. Phèdre) — Жана Расіна , 1978 р.
- Il-Qtil fi Sqaq il-Ħorr  «Вбивство в Алеї Чесності» (повість),1979 р. тисяча дев'ятсот сімдесят дев'ять
- Il-Proċess Vassalli  «Суд Вассалло» (п'єса) 1980 р.
- Il-Mixja tal-Ħaddiem lejn il-Ħelsien  «Марш працівника до свободи» (політичний аналіз), 1982 р.
- Ir-Rivoluzzjoni Franċiża: il-Ġrajja u t-Tifsira  «Французька революція: історія і значення» (історія), 1989 р.
- Paceville  «Пачівіль» (роман), 1991 р.
- Letteratura  «Література» (літературна критика), 1992 р.
- Il-Ħolma Maltija  «Мальтійська мрія» (роман), 1994 р.
- Newbiet  «Пори року» (оповідання),1987 р.
- Ħrejjef Żminijietna  «Історії нашого часу» (оповідання), 2000 р.
- Dun Ġorġ: Il-Bniedem tal-Poplu  «Батько Жорж: проста людина» , 2001 р.
- Ġrajjet Ħaż-Żebbuġ  «Історія Хаз-Зеббуга» (історія) (переклад з оригіналу Дуна Сальва Чіаппара (Dun Salv Ciappara), 2001 р.
- Lexicon  (автор — Мікіель Антон Вассалло (Mikiel Anton Vassalli)), 2002 р.
- Għala Le għall-UE  «Чому слід сказати „Ні“ ЄС» (політичний аналіз), 2003 р
- Ħarsa mill-qrib lejn ħajjet San Filep u l-Kult tiegħu  «Уважний погляд на Св. Філіпа: його життя і відданість», 2004 р.
- On The Da Vinci Code / Dwar The Da Vinci Code  «Про „Коді да Вінчі“» (літературна критика), 2006 р.
- Għajdun il-Għaqal, Kliem il-Għerf u Qwiel Maltin  Мальтійські аксіоми, афоризми та прислів'я (переклад з оригіналу Мікіелі Антона Вассалло (Mikiel Anton Vassalli), 2006 р.
- Alfred Sant: Il-Viżjoni għall-Bidla  «Альфред Сант: бачення змін», 2008 р.
- Введення в словник барона Вінченцо Ацопарді, в якому він аналізує поему «Cantilena» Кахарі (Caxaro) (літературна критика, лінгвістика), 2009 р.